# Agrypon sichuanense
Agrypon sichuanense är en stekelart som beskrevs av Wang 1984. Agrypon sichuanense ingår i släktet Agrypon och familjen brokparasitsteklar. Inga underarter finns listade i Catalogue of Life.